# ブダペスト - ヘジェスハロム - ライカ線
ブダペスト - ヘジェスハロム - ライカ線（ハンガリー語: Budapest–Hegyeshalom–Rajka-vasútvonal）とは、ハンガリー国鉄が所有する鉄道線である。路線番号は1。ドイツ・オーストリアなど西欧と、ハンガリー・バルカン半島を結ぶ幹線としての役割を担っている。
優等列車はブダペスト - ヘジェスハロム間に運行され、オーストリア国鉄700号線に直通している。両者を合わせたのが事実上の本線であり、ヘジェスハロム - ライカ間が事実上の支線となっている。なお、ライカから先、スロバキアの首都ブラチスラヴァまで線路が繋がっているが、一時期運行を休止していたこともあり、普通列車しか運行していない。ブダペスト - ブラチスラヴァの輸送はスロバキア国鉄130号線が担っている。

## 歴史
1855年10月1日に帝国特認オーストリア国家鉄道（k.k. privilegierte Österreichisch-ungarische Staatseisenbahn-Gesellschaft, StEG）はウィーン＝ラープ鉄道会社の路線を引き受けて、ブルック - ウイソェーニ（現在コマーロム）間の建設に力を入れた。1855年10月22日に試運転がブルック - ラープ（現在ジェール）区間で実行されて、その区間は同年12月24日に開通された。1856年8月11日にこの路線はウイソェーニまで延長された。
1884年6月16日にケレンフェォルド - ウイソェーニ間すき間が埋められて、ドナウ川の右川辺にもウィーン - ブダペスト間の列車通行が可能となった。しかしオリエント急行などの国際列車は、高速走行が可能であったので、その後もブラチスラヴァ、ソプを経由し走行した。数十年後ウィーン - ブダペスト間の国境通過は一度だけで運行時間がかなり短くなったので、国際列車の運行経路はこの路線に移された。
1931年9月13日にマトゥシュカがビアトルバージュ高架橋を爆破して、特急列車の機関車および客車6両が橋の上から墜落した。この事件で22人が死亡し17人が重傷を負った。
2000年代中期に欧州列車制御システムのレベル1装置がこの路線に試験として設置されたが、現在作動しない。2007年2月6日にはウィーン行きのEUレギオナル急行列車がアルマーシューマンテュジトェ - コマーロム間に貨物列車と追突する事故が発生した。原因は信号・保安装置が故障したのみならず急行列車がゆっくり進まなかったということで、事故の結果、急行列車の運転士が死亡して乗客4人が負傷を負った。

## 運行形態

### 寝台特急「ユーロナイト(EN)」
ブダペスト東駅 - ヘジェシュハロム - ミュンヘン間に一日1往復運行している。「カールマーン・イムレ」号として運行される。ヘジェシュハロム以西はオーストリア国鉄700号線に直通する。

### 特急「レイルジェット・エクスプレス(rjx)」
- ブダペスト東駅 - ヘジェシュハロム - ミュンヘン
2時間に1本運行する。ヘジェシュハロム以西はオーストリア国鉄700号線に直通する。
2018年以前は、レイルジェット(rj)の種別であった。2023年度以前は、全列車がヘジェシュハロムに停車していた。

### 特急「ユーロシティ(EC)」
- ホルトバージ号： キエフ - ブダペスト東駅 - ヘジェシュハロム - ウィーン
- ティサ・サモシュ号： チョプ/バイヤ・マーレ - ブダペスト東駅 - ヘジェシュハロム - ウィーン
一日1往復、合わせて2往復の運行。ヘジェシュハロム以西はオーストリア国鉄700号線に直通する。ブダペスト以東は120号線に直通する。
過去の運行形態
2018年以前は、ホルトバージ号のみ、一日1往復の運行であった。
2019年度より、クルジナポカ発着のトランシルヴァニア号が運行を開始した。
2020年度より、トランシルヴァニア号が、サトゥマーレ発着の「サモシュ」号を併結する様になった。
2024年度より、トランシルヴァニア号の代わりにチョプ発着の「ティサ」号が、サモシュ号併結で運行する様になった。

- ブダペスト東駅 - ヘジェシュハロム - ウィーン
上記の3ヶ国直通列車と合わせて、2時間に1本の運行。愛称名は便毎に異なる。アドベント時にはアドベント号が増発され、この列車はコマーロムにも停車する。ヘジェシュハロム以西はオーストリア国鉄700号線に直通する。
過去の運行形態
2018年以前は、現在のゼンメルヴァイス号がブダペスト以東150号線、ベオグラードに直通していて、「アヴァラ」号を名乗っていた。このアヴァラ号とレハール号、一日2往復の運行であった。また、アドベント号が普通の特急として運行していた。
2019年2月より、鉄道保守工事の影響で、アヴァラ号の運転区間がブダペスト以西のみに短縮された[7]。
2019年9月に、アヴァラ号の愛称名が現在のゼンメルヴァイス号に変更となった。
2019年末に、アドベント号を停車駅そのままでユーロシティ(EC)に格上げした。
2020年末に、「リスト・フェレンツ」号と「チャールダーシュ」号が新規に増発され、ウクライナ・ルーマニア方面直通列車と合わせて2時間に1本の運行となった。

### 特急「インターシティ(IC)」
- ブダペスト東駅 - ジェール - ショプロン/ソンバトヘイ
毎時1本運行する。ジェール以南は8号線に直通する。朝のブダペスト行片道1本のみ、ジェールからケレンフェルドまでノンストップで運行される。
2018年以前は、全列車タタバーニャ、タタ、コマーロムに停車していた。

### 特急「ジョルシュヴォナト(Gy)」
- ブクレシュチ - ブダペスト東駅 - ヘジェシュハロム - ヴィーン
一日1往復の運行。ブダペスト以東は120号線に、ヘジェシュハロム以西はユーロシティ(EC)としてオーストリア国鉄700号線に直通する。
2017年以前と2020年度に限り、特急料金を徴収していた。

### 快速「インターレーギオー(IR)」
- ソンバトヘイ → ジェール → ブダペスト東駅 【休日運行】
ジェール → ブダペスト東駅間に夕方片道1本運行される。夏季は運休する。ブダペスト以東は8号線から直通する。フェレツヴァーロシュにも停車する。
過去の運行形態
2018年秋に、中距離列車(O)として運行を開始した。当初は通年運行でジェール始発であったが、2019年末にソンバトヘイ始発となった。
2022年度に、列車種別「インターレーギオー」として運行する様になった。
2024年度より夏季運休となった。

- ジェール → ブダペスト東駅 【休日運行】
休日のみ、一日4本の運行で、夏季は1本のみの運行となる。通年運行の1本はビチケを通過し、夏季運休列車のうち1本はフェレンツヴァーロシュにも停車する。
過去の運行形態
2017年以前は、ブダペスト東駅発着の特別快速(Ex)として、休日のみ一日1.5往復（夏季は1往復）運行していた。ビチケは通過する列車もあった。
2018年度は運行を休止していた。
2018年末に、金曜・休日とも（夏季は金曜日のみ）片道1本で、近郊列車(E)として運行を再開した。また、金曜日はビチケを通過し、コマーロム以西の各駅に停車していた。当時は系統番号無しであった。
2019年末に、従来の休日便が通年運行となり、ビチケと、休日の1本に限りフェレンツヴァーロシュが停車駅に加わった他、休日便2本が増発された（夏季を除く）。2020年度に限り、G10の系統番号が与えられた。
2020年末に、休日のみ一日3本の運行となり、夏季は運休となった。
2022年度に、列車種別「インターレーギオー」として運行する様になった。
2024年度より、休日のみ一日4本に増発され、うち1本は通年運行となった。

- 過去の運行系統

### 中距離列車(Sz)
- ヘジェシュハロム → ブダペスト東駅 【平日運行】
平日の朝のみ片道2本のみの運行。アルショーガッラ以西の各駅に停車し、アルショーガッラ - ケレンフェルド間はノンストップである。
2020年以前は、ジェール以東で快速(G10)とほぼ同じ停車駅であった。

- (タタバーニャ → )ジェール - ヘジェシュハロム
2時間に1本の運行。下記記EuroRegioと合わせて、1時間に1本の本数が確保されている。うち、早朝・夕方の一部がライカまで直通する。平日の一日1本のみタタバーニャ始発となる。
2017年以前は、日中3-5時間に1本、夕方2時間に1本が、ライカまで直通していた。

- ヘジェシュハロム - ライカ - ブラチスラヴァ・ノヴェー・メスト
2時間に1本の運行。ライカ以東はスロバキア国鉄132号線に直通し、ブラチスラヴァ・ノヴェー・メストまで運行する。
2017年以前は、スロバキア国鉄132号線に直通しておらず、また大部分がジェールまで直通していた。2023年度以前は、日中2-4時間に1本、夕方2時間に1本の運行で、スロバキア国鉄132号線にへの直通は一日4往復のみであった。

### 快速(G10)
- ブダペスト東駅 → ヘジェシュハロム　【平日運行】
平日の夕方に限り、片道1本の運行。
過去の運行形態
2016年以前は、快速(O)として運行していた。ジェール止まりであった。
2016年末にG10の系統番号が与えられた。
2022年4月に、ヘジェシュハロムまで延伸された。
2023年度に限り、中距離普通(Sz)として運行する様になった。

- ブダペスト東駅 → ジェール　【平日運行】
平日は午後・夜間に片道3本（金曜日は4本）の運行。休日は深夜に片道1本のみ運行する。
過去の運行形態
2016年以前は、平日の午後のみ片道2本（金曜日は5本）のみの運行で、快速(O)として運行していた。
2016年末にG10の系統番号が与えられた。
2020年末に金曜日の本数が一日4本に削減された他、深夜に毎日運行の1本が増発された。

- ジェール → ブダペスト南駅　【平日運行】
平日朝に限り、一日1本の運行。タタバーニャ以西は、特急(IC)と同じ停車駅となる。
2024年度より運行を開始した。

- ビチケ → ケレンフェルド　【平日運行】
平日朝に限り、一日3本の運行。夏季は運休する。
2020年末に運行を開始した。当初は通年運行していたが、2024年度より夏季運休となった。

### 普通「ユーロレギオ(ER)」
- ジェール - ヘジェシュハロム - ブルック・アン・デア・ライタ
2時間に1本の運行。ヘジェシュハロム以西はオーストリア国鉄700号線に直通する。

### 普通
下記の6系統に分かれる。
- S10系統： ブダペスト南駅 - ジェール
1時間に1本の運行。
2019年以前は、早朝の快速運転する列車が、タタバーニャ - ケレンフェルド間でビチケのみに停車していた。2023年度以前は、早朝のブダペスト行片道1本のみ、タタバーニャ以東で快速と同じ停車駅で運行していたが、快速(G10)の設定に伴い全区間各駅停車となった。

- S12系統： ブダペスト南駅 - タタバーニャ - オロスラーニ 
1時間に1本の運行。タタバーニャ以西は12号線に直通する。
2016年末に運行を開始した。当初は平日のみの運行であったが、2022年度より休日も運行する様になった。

- S74系統： エステルゴム - アルマーシュフュジテー - コマーロム
一日5往復（休日1往復）の運行。アルマーシュフュジテー以東は4号線に直通する。アルマーシュフュジテー上駅、セーニを通過する。
過去の運行形態
2021年以前一日2往復の運行であった。また、うち1.5往復がコマーロム以西5号線に直通していた他、アルマーシュフュジテー上駅とセーニにも停車していた。
2022年度より、一日あたり平日3往復、休日4往復の運行となった。5号線への直通を取りやめた他、アルマーシュフュジテー上駅とセーニは通過となった。
2023年度より、一日あたり平日5往復、休日1往復の運行となった。

### 過去の運行種別
- 特別快速「エクスプレス(Ex)」
休日のみ、ブダペスト東駅 - ジェール間に、一日1.5往復（夏季は1往復）運行していた。2017年末に、ブダペスト南駅発着となり、快速に格下げとなった。

- 快速(E)
  - ブダペスト南駅 - ジェール 【夏季を除く休日運行】
2018年度に一日1.5往復（夏季1往復）、2019年度に一日1往復（夏季運休）、運行していた。ビチケには、2018年に1往復、2019年にジェール方面行に限り停車していた。
2019年末に休止。ただし、ブダペスト方面行に限り、ブダペスト東駅終着・ビチケ停車となり、快速(G10)として運行する様になった。

- 特急(O)
  - ブダペスト東駅 - ジェール - ソンバトヘイ
一日1往復、休日は一日1.5往復運行していた。快速(G10)とほぼ同じ停車駅だが、ビアトルバージ、ビチケ下、アルショーガッラは通過していた。ジェール以南は10号線に直通していた。
2018年末に休止。

## 駅一覧
以下では、オーストリア国鉄700,701号線の駅と営業キロ、停車列車、接続路線などを一覧表で示す。
- 種別
  - EN：寝台特急「ユーロナイト」
  - rjx：超特急「レイルジェット・エクスプレス」
  - EC：特急「ユーロシティ」
  - IC：特急「インターシティ」
  - Ex：特急「エクスプレス」
  - Gy：特急「ジョルシュヴォナト」
  - Sz：普通（中距離）
  - IR：快速「インターレーギオー」
  - ER：普通「ユーロレーギオー」
  - G：快速
  - S：普通（ブダペスト近郊）
- 停車駅
  - ■印：全列車停車
  - ●印：一部通過
  - ▼∧印：ジェール方面行は停車、ブダペスト方面行は通過
  - ○印：一部停車
  - ｜印：全列車通過

### ブダペスト南駅 - ライカ間
| 路線名 | 駅名                                     | 駅間営業キロ | 累計営業キロ | EN | rjx | EC | IC | Gy | Sz | IR ER | G  | S | 接続路線 | 所在地                           | 所在地                       |
| ------ | ---------------------------------------- | ------------ | ------------ | -- | --- | -- | -- | -- | -- | ----- | -- | - | --- | -------------------------------- | ---------------------------- |
| 1      | ブダペスト南駅                           | -            | 0            |    |     |    |    |    |    |       | ■  | ■ | ブダペスト地下鉄2号線（エルシュ・ヴェゼール広場方面）                                                                             | ブダペスト市                     | ブダペスト市                 |
| 1      | ケレンフェルド駅                         | 4            | 4            | ■  | ■   | ■  | ■  | ■  | ■  | ■     | ■  | ■ | 東駅方面 30号線（セーケシュフェヘールヴァール方面）、40号線（ドンボーヴァール方面） ブダペスト地下鉄4号線（カールヴィン広場方面） | ブダペスト市                     | ブダペスト市                 |
| 1      | ブダエルシュ駅                           | 6            | 10           | ｜ | ｜  | ｜ | ｜ | ｜ | ｜ | ｜    | ｜ | ■ | | ペシュト県                       | ブダケシ郡                   |
| 1      | テレクバーリント駅                       | 4            | 14           | ｜ | ｜  | ｜ | ｜ | ｜ | ｜ | ｜    | ｜ | ■ | | ペシュト県                       | ブダケシ郡                   |
| 1      | ビアトルバージ駅                         | 8            | 22           | ｜ | ｜  | ｜ | ｜ | ｜ | ｜ | ｜    | ■  | ■ | | ペシュト県                       | ブダケシ郡                   |
| 1      | ヘルツェグハロム駅                       | 7            | 29           | ｜ | ｜  | ｜ | ｜ | ｜ | ｜ | ｜    | ｜ | ■ | | ペシュト県                       | ブダケシ郡                   |
| 1      | ビチケ下駅                               | 8            | 37           | ｜ | ｜  | ｜ | ｜ | ｜ | ｜ | ｜    | ■  | ■ | | フェイェール県                   | ビチケ郡                     |
| 1      | ビチケ駅                                 | 2            | 39           | ｜ | ｜  | ｜ | ｜ | ｜ | ｜ | ●     | ■  | ■ | | フェイェール県                   | ビチケ郡                     |
| 1      | サール駅                                 | 7            | 46           | ｜ | ｜  | ｜ | ｜ | ｜ | ｜ | ｜    | ｜ | ■ | | コマーロム・エステルゴム県       | タタバーニャ郡               |
| 1      | サールリゲト駅                           | 5            | 51           | ｜ | ｜  | ｜ | ｜ | ｜ | ｜ | ｜    | ｜ | ■ | | コマーロム・エステルゴム県       | タタバーニャ郡               |
| 1      | アルショーガッラ駅                       | 8            | 59           | ｜ | ｜  | ｜ | ｜ | ｜ | ■  | ｜    | ■  | ■ | | コマーロム・エステルゴム県       | タタバーニャ郡               |
| 1      | タタバーニャ駅                           | 5            | 64           | ■  | ■   | ■  | ●  | ■  | ■  | ■     | ■  | ■ | 12号線（オロスラーニ方面） | コマーロム・エステルゴム県       | タタバーニャ郡               |
| 1      | ヴェールテシュセーレーシュ駅             | 3            | 67           | ｜ | ｜  | ｜ | ｜ | ｜ | ■  | ｜    | ｜ | ■ | | コマーロム・エステルゴム県       | タタバーニャ郡               |
| 1      | トーヴァーロシュケルト駅                 | 4            | 71           | ｜ | ｜  | ｜ | ｜ | ｜ | ■  | ｜    | ●  | ■ | | コマーロム・エステルゴム県       | タタ郡                       |
| 1      | タタ駅                                   | 3            | 74           | ｜ | ｜  | ｜ | ●  | ｜ | ■  | ■     | ■  | ■ | | コマーロム・エステルゴム県       | タタ郡                       |
| 1      | アルマーシュフュジテー駅                 | 9            | 83           | ｜ | ｜  | ｜ | ｜ | ｜ | ■  | ｜    | ｜ | ■ | 4号線（エステルゴム方面） | コマーロム・エステルゴム県       | コマーロム郡                 |
| 1      | アルマーシュフュジテー上駅               | 3            | 86           | ｜ | ｜  | ｜ | ｜ | ｜ | ■  | ｜    | ｜ | ● | | コマーロム・エステルゴム県       | コマーロム郡                 |
| 1      | セーニ駅                                 | 3            | 89           | ｜ | ｜  | ｜ | ｜ | ｜ | ■  | ｜    | ｜ | ● | | コマーロム・エステルゴム県       | コマーロム郡                 |
| 1      | コマーロム駅                             | 5            | 94           | ｜ | ｜  | ｜ | ●  | ｜ | ■  | ■     | ■  | ■ | 5号線（セーケシュフェヘールヴァール方面）                                                                                         | コマーロム・エステルゴム県       | コマーロム郡                 |
| 1      | アーチ駅                                 | 9            | 103          | ｜ | ｜  | ｜ | ｜ | ｜ | ■  | ｜    | ●  | ■ | | コマーロム・エステルゴム県       | コマーロム郡                 |
| 1      | ナジセントヤーノシュ駅                   | 10           | 113          | ｜ | ｜  | ｜ | ｜ | ｜ | ■  | ｜    | ○  | ■ | | ジェール・モション・ショプロン県 | ジェール郡                   |
| 1      | ジェールセンティヴァーン駅               | 10           | 123          | ｜ | ｜  | ｜ | ｜ | ｜ | ■  | ｜    | ○  | ■ | | ジェール・モション・ショプロン県 | ジェール郡                   |
| 1      | ジェール・ジャールヴァーロシュ駅         | 6            | 129          | ｜ | ｜  | ｜ | ｜ | ｜ | ■  | ｜    | ●  | ■ | 10号線（ツェルデメルク方面）、11号線（ヴェスプレーム方面）                                                                        | ジェール・モション・ショプロン県 | ジェール郡                   |
| 1      | ジェール駅                               | 2            | 131          | ■  | ■   | ■  | ■  | ■  | ■  | ■     | ■  | ■ | 8号線（ショプロン方面） | ジェール・モション・ショプロン県 | ジェール郡                   |
| 1      | アブダ駅                                 | 7            | 138          | ｜ | ｜  | ｜ |    | ｜ | ■  | ■     | ■  |   | | ジェール・モション・ショプロン県 | ジェール郡                   |
| 1      | エッテヴェーニ駅                         | 6            | 144          | ｜ | ｜  | ｜ |    | ｜ | ■  | ■     | ■  |   | | ジェール・モション・ショプロン県 | ジェール郡                   |
| 1      | レーベーニ・モションセントミクローシュ駅 | 7            | 151          | ｜ | ｜  | ｜ |    | ｜ | ■  | ■     | ■  |   | | ジェール・モション・ショプロン県 | モションマジャローヴァール郡 |
| 1      | キムレ駅                                 | 8            | 159          | ｜ | ｜  | ｜ |    | ｜ | ■  | ■     | ■  |   | | ジェール・モション・ショプロン県 | モションマジャローヴァール郡 |
| 1      | モションマジャローヴァール駅             | 8            | 167          | ■  | ■   | ■  |    | ■  | ■  | ■     | ■  |   | | ジェール・モション・ショプロン県 | モションマジャローヴァール郡 |
| 1      | レヴェール駅                             | 7            | 174          | ｜ | ｜  | ｜ |    | ｜ | ■  | ■     | ■  |   | | ジェール・モション・ショプロン県 | モションマジャローヴァール郡 |
| 1      | ヘジェシュハロム駅                       | 4            | 178          | ■  | ●   | ■  |    | ■  | ■  | ■     | ■  |   | 16号線（チョルナ方面）、オーストリア国鉄700号線（ミュンヘン方面）                                                                 | ジェール・モション・ショプロン県 | モションマジャローヴァール郡 |
| 1      | ベゼニェ駅                               | 6            | 184          |    |     |    |    |    | ■  |       |    |   | | ジェール・モション・ショプロン県 | モションマジャローヴァール郡 |
| 1      | ライカ駅                                 | 7            | 191          |    |     |    |    |    | ■  |       |    |   | スロバキア国鉄132号線（ブラチスラヴァ方面）                                                                                       | ジェール・モション・ショプロン県 | モションマジャローヴァール郡 |

### ブダペスト東駅 - ケレンフェルド間
| 路線名 | 駅名                     | 駅間営業キロ | 累計営業キロ | EN | RJ | EC | IC | Gy | Sz | IR | G | 接続路線 | 所在地       | 所在地       |
| ------ | ------------------------ | ------------ | ------------ | -- | -- | -- | -- | -- | -- | -- | - | --- | ------------ | ------------ |
| 1      | ブダペスト東駅           | -            | 0            | ■  | ■  | ■  | ■  | ■  | ■  | ■  | ■ | 80号線（ミシュコルツ方面）、120号線（ソルノク方面） ブダペスト地下鉄2号線（南駅方面、エルシュヴェゼール広場方面） ブダペスト地下鉄4号線（フェーヴァーム広場方面） | ブダペスト市 | ブダペスト市 |
| 1      | フェレンツヴァーロシュ駅 | 7            | 7            | ｜ | ｜ | ｜ | ｜ | ■  | ■  | ○  | ■ | 30号線（キシュペシュト方面）、150号線（クンセントミクローシュ方面）                                                                                               | ブダペスト市 | ブダペスト市 |
| 1      | ケレンフェルド駅         | 6            | 13           | ■  | ■  | ■  | ■  | ■  | ■  | ■  | ■ | ミュンヘン方面、南駅方面 30号線（セーケシュフェヘールヴァール方面）、40号線（ドンボーヴァール方面） ブダペスト地下鉄4号線（カールヴィン広場方面）                 | ブダペスト市 | ブダペスト市 |